# Wu Ding
Wu Ding (cinese: 武丁), nome personale Zi Zhao (子昭) (fl. XIV secolo a.C.) fu un re della Dinastia Shang, una dinastia pre-imperiale.
Ha governato, secondo la storiografia tradizionale per circa 60 anni dal 1324 al 1265 a.C., ma le testimonianze archeologiche dimostrano invece che sarebbe vissuto nei primi decenni del XII secolo. È stato il primo re della dinastia Shang (ed anche della dinastia Xia), di cui abbiamo prove certa dell'esistenza, in quanto sono state ritrovate le tombe sua e della moglie Fu Hao, nella regione dell'Anyang.

## Il suo regno
Nello Shiji (Memorie di uno storico) viene indicato da Sima Qian come il ventiduesimo sovrano Shang, succeduto al padre Xiao Yi (小乙). Salì sul trono nell'anno di Dingwei (丁未) , stabilendo la propria capitale a Yin (殷). Durante il venticinquesimo anno del suo regno, il figlio Zu Ji (祖己) morì in un'area remota ove era stato esiliato.
Fu uno dei più grandi re della dinastia, morì dopo 59 anni di regno e gli venne assegnato il nome postumo di Wu Ding. Gli succedette il figlio, Zu Geng (祖庚).
Alcune incisioni oracolari su osso rinvenuti a Yin Xu, invece, lo indicano come il ventunesimo sovrano Shang.
Wu Ding, come suggerisce il nome, è stato un re guerriero e si sforzò per tutta la vita di allargare il territorio sotto il dominio degli Shang, anche se i risultati non furono eccezionali. L'autorità reale in realtà, non si spinse mai più lontano di un centinaio di chilometri dalla capitale. Gli annali storici di Sima Qian, affermano che avrebbe governato per 59 anni. Ma secondo le iscrizioni oracolari recentemente scoperte, si tende a pensare che il suo regno sarebbe stato anche più lungo.

### Iscrizioni oracolari ed inizio della scrittura cinese

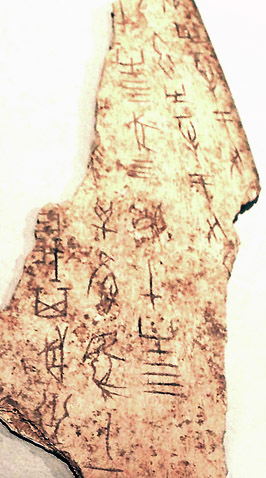
Iscrizioni oracolari su un osso bovino del periodo Shang, Linden-Museum di Stoccarda.

La regione dell'Anyang (in particolare il sito di Xiaotun) hanno rivelato i primi esempi noti di scrittura cinese, datati all'inizio del XII secolo, sotto il regno di Wu Ding.
Essi provengono dalla principale attività culturale testimoniato durante questo periodo che ha consegnato molti documenti epigrafici (che vengono oggi indicati col termine: jiaguwen "iscrizioni su scaglie ed ossa"), la divinazione dalle scapole dei buoi (osteomanzia o scapulomanzia) e, secondariamente, dai gusci di tartaruga. Una domanda veniva posta ad uno spirito, quindi l'osso che era stato precedentemente pulito e forato per ricavarne delle cavità veniva posto sopra una fiamma che ne causava delle crepe a forma di "T" intorno alle cavità. Un veggente poi ne interpretava il significato, traducendo le risposte dello spirito invocato. Se questa forma di divinazione esisteva già prima del XII secolo a.C., è col regno di Wu Ding che subisce un nuovo impulso (buona parte delle iscrizioni oracolari oggi conosciute appartengono a questo regno) e che si procede ad una sorta di razionalizzazione del procedimento, riportando il luogo, la data, il soggetto ed anche se la profezia si fosse realizzata.

## Fu Hao
Wu Ding cercò di garantirsi la fedeltà della tribù vicine, sposando una donna da ciascuna di esse, ma una divenne presto la sua favorita, Fu Hao (婦好) che rapidamente assunse una forte influenza a corte. Se si pensa che a quel tempo, la società era fortemente patriarcale, è stato un evento davvero eccezionale che una donna abbia potuto assurgere a certi livelli. Nota per il suo coraggio e la sua forza, ella era allo stesso tempo Sacerdotessa suprema e generale in capo dell'esercito del marito, campo in cui ottenne grandi successi.

## La tomba
Nella tomba di Wu Ding sono stati trovati grandi quantità di manufatti, come vasi e tripidi, ma anche molte conchiglie. Nella scrittura cinese arcaica, il simbolo significante tesoro era lo stesso di quello per le conchiglie. In questa grotta-tumulo, sono state fatte anche macabre scoperte, che hanno dimostrato che gli Shang praticavano sacrifici umani. Tutti i corpi tranne quello del re, sono stati trovati senza la testa. Le loro teste erano nel mausoleo principale, mentre i corpi erano stati collocati al di fuori. si è ipotizzato fossero stati sacrificati agli antenati del re.